# Љубовиште (Бугарска)
Љубовиште (буг. Любовище) је насељено место у општини Сандански у области Благоевград, Бугарска. Према попису из 2021. године било је 13 становника.
Према бугарском географу и историчару, Василу Канчову, у Љубовишту је 1900. године живело 200 Словена хришћана и 50 Турака.